# 華金·加西亞
華金·「傑克」·加西亞（Joaquín "Jack" García，1952年—）是一位已退休的古巴裔美國聯邦調查局（FBI）探員，他最出名是滲透紐約市的甘比諾犯罪家族進行臥底工作。加西亞被認為是FBI的歷史上最成功和最資深的探員之一。

## 背景
加西亞於1952年出生在古巴的夏灣拿。他的家人在他9歲時因為要逃離菲德爾·卡斯特羅的政權而逃往美國。他在紐約的布朗克斯長大，在聖米高山學院上學。他曾獲得欖球獎學金並在西德克薩斯州立大學、威徹斯特社區學院和里士满大学打球，隨後他於1975年5月在里士满大学畢業。他的大尺寸身形（6尺4寸，390磅）有利於他的橄欖球和後來的臥底生涯。加西亞畢業後很快就申請加入FBI，並於1980年5月宣誓就任特別探員。

## FBI生涯
加西亞在對付新澤西州大西洋城的腐敗政客、荷里活警察局、布洛瓦郡警長辦公室、波士頓警察局和波多黎各警察局的腐敗警察的臥底案件中取得成功。他還曾在哥倫比亞和墨西哥販毒集團進行臥底工作，冒充成洗黑錢者、運輸販和走私販，對付了數百名毒販和領袖。他曾在國內和國際恐怖主義案件，以及國家安全調查事件中幹過臥底工作。加西亞還曾對俄羅斯和亞洲的有組織犯罪集團內進行臥底工作。加西亞同時參與了許多這樣的案件，因為他在各種臥底身份和角色之間應付得來。加西亞在他26年的生涯中，有24年是擔任FBI的臥底探員，而他從未被人發現是FBI探員。

### 傑克·法爾科內行動
加西亞在為FBI服務的26年，以及在超過100次臥底行動擔任臥底探員中，他最出名的是他扮演「傑克·法爾科內」（Jack Falcone）的臥底角色，他自稱是來自佛羅里達州邁亞密的西西里珠寶大盜和毒販，在紐約市滲透美國黑手黨的甘比諾犯罪家族近3年。此案件導致32名黑幫份子被捕並被定罪，其中包括約翰·高蒂後期的甘比諾犯罪家族最高成員，阿諾·史基蒂利和安東尼·梅嘉勒。
加西亞扮演的臥底角色是如此令人信服，以至於甘比諾家族的高級角頭（capo）古格里·德帕爾馬給他「榮譽的男人」（又稱「好漢」或「完人」）的地位。如果加西亞繼續扮演他的臥底角色，他有可能成為黑手黨犯罪家族中第一個變成「榮譽的男人」的臥底執法人員。不過，加西亞只是第二個被考慮成為「榮譽的男人」的探員。1970年代末，約瑟夫·D·皮斯托以唐尼·布拉斯科（Donnie Brasco）的化名滲入博南諾犯罪家族期間，成為第一個被考慮為「榮譽的男人」的探員。加西亞的調查於2005年3月中止，當時他的FBI主管違背加西亞的意願，決定結束調查。最後，FBI得到足夠的證據，在審判中對德帕爾馬定罪，而其他被告則接受了認罪協商。在加西亞的努力下，德帕爾馬被判處12年監禁。2009年，德帕爾馬在監獄拘留期間因自然原因而去世。

## 書籍
2008年，加西亞出版了《Making Jack Falcone: An Undercover FBI Agent Takes Down a Mafia Family》，該書詳細介紹了他的一些臥底案件以及與FBI的經歷，包括他成功滲透到甘比諾犯罪家族。該書成為紐約時報的暢銷書。2010年，宣布了一部基於該書和加西亞一生的電影，演員班尼西歐·狄奧·托羅扮演主角，史提芬·蘇德堡、麥可·薛柏格、史黛西·舒爾和約翰·亨森擔任監製。

## 外部連結
- 60 Minutes: FBI Wiseguy （页面存档备份，存于）
- CBS News: FBI Agent Sang to Beat the Mob